# Dicranomyia megastigmosa
Dicranomyia megastigmosa là một loài ruồi trong họ Limoniidae. Chúng phân bố ở miền Australasia.